# Liste des codes OACI des aéroports/C
- A
- B
- C
- D
- E
- F
- G
- H
- I
- J
- K
- L
- M
- N
- O
- P
- Q
- R
- S
- T
- U
- V
- W
- X
- Y
- Z

Format des données :
- CYGR (YGR) – Aéroport des Îles-de-la-Madeleine (Québec)

Actuellement, les seuls codes OACI commençant par C utilisés sont les codes commençant par CY et CZ, ces deux codes étant attribués au Canada. 

## CY CZ —Canada

### CY
- - CYBC (YBC) - Aéroport de Baie-Comeau - (Québec)
  - CYBG (YBG) - Aéroport de Bagotville - (Québec)
  - CYBK (YVM) - Aéroport de Baker Lake - (Nunavut)
  - CYCS (YCS) - Aéroport de Chesterfield Inlet - (Nunavut)
  - CYDA (YDA) - Aéroport de Dawson City - (Yukon)
  - CYEG (YEG) - Aéroport international d'Edmonton - (Alberta)
  - CYEY (YEY) - Aéroport d'Amos-Magny - (Québec)
  - CYFB (YFB) - Aéroport d'Iqaluit - Iqaluit - (Nunavut)
  - CYFC (YFC) - Aéroport international de Fredericton - (Nouveau-Brunswick)
  - CYFJ (YFJ) - Aéroport international de Mont-Tremblant - (Québec)
  - CYGL (YGL) - Aéroport de Radisson Grande-Rivière - (Québec)
  - CYGP (YGP) - Aéroport Michel Pouliot de Gaspé - (Québec)
  - CYGR (YGR) - Aéroport des Îles-de-la-Madeleine - (Québec)
  - CYHU (YHU) - Aéroport de Saint-Hubert - (Québec)
  - CYHZ (YHZ) - Aéroport international Stanfield d'Halifax - (Nouveau-Brunswick)
  - CYJN (YJN) - Aéroport de Saint-Jean-sur-Richelieu - (Québec)
  - CYKZ (YKZ) - Aéroport municipal de Buttonville - (Ontario)
  - CYLT (YLT) - Aéroport d'Alert - (Nunavut)
  - CYLW (YLW) - Aéroport international de Kelowna - (Colombie-Britannique)
  - CYME (YME) - Aéroport de Matane - (Québec)
  - CYML (YML) - Aéroport de Charlevoix - (Québec)
  - CYMW (YMW) - Aéroport de Maniwaki - (Québec)
  - CYMX (YMX) - Aéroport international Montréal-Mirabel - Montréal (Québec)
  - CYNA (YNA) - Aéroport de Natashquan - (Québec)
  - CYNC (YNC) - Aéroport de Wemindji - (Québec)
  - CYND (YND) - Aéroport exécutif Gatineau-Ottawa - (Québec)
  - CYNM (YNM) - Aéroport de Matagami - (Québec)
  - CYOW (YOW) - Aéroport international Macdonald-Cartier d'Ottawa - (Ontario)
  - CYPK (YPK) - Aéroport Régional de Pitt Meadows - (Colombie-Britannique)
  - CYQB (YQB) - Aéroport international Jean-Lesage de Québec - (Québec)
  - CYQM (YQM) - Aéroport international du Grand Moncton - (Nouveau-Brunswick)
  - CYQR (YQR) - Aéroport international de Régina -(Saskatchewan)
  - CYQS (YQS) - Aéroport municipal de St. Thomas -(Ontario)
  - CYQT (YQT) - Aéroport international de Thunder Bay -(Ontario)
  - CYQX (YQX) - Aéroport international de Gander-(Terre-Neuve)
  - CYRB (YRB) - Aéroport de Resolute Bay - (Nunavut)
  - CYRC (YRC) - Aéroport de Saint-Honoré - (Québec)
  - CYRI (YRI) - Aéroport de Rivière-du-Loup -(Québec)
  - CYRJ (YRJ) - Aéroport de Roberval - (Québec)
  - CYRQ (YRQ) - Aéroport de Trois-Rivières -(Québec)
  - CYSC (YSC) - Aéroport de Sherbrooke - (Québec)
  - CYSG (YSG) - Aérodrome de Saint-Georges - (Québec)
  - CYSJ (YSJ) - Aéroport de Saint-Jean - (Nouveau-Brunswick)
  - CYSK (YSK) - Aéroport de Sanikiluaq - (Nunavut
  - CYSZ (YSZ) - Aéroport de Saint-Anne-de-Monts - (Québec)
  - CYUL (YUL) - Aéroport international Pierre-Elliott-Trudeau de Montréal-(Québec)
  - CYUY (YUY) - Aéroport de Rouyn-Noranda - (Québec)
  - CYVB (YVB) - Aéroport de Bonaventure - (Québec)
  - CYVO (YVO) - Aéroport de Val-d'Or - (Québec)
  - CYVM (YVM) - Aéroport de Qikiqtarjuaq - (Nunavut)
  - CYVR (YVR) - Aéroport international de Vancouver - (Colombie-Britannique)
  - CYWG (YWG) - Aéroport international James Armstrong Richardson de Winnipeg - (Manitoba)
  - CYXE (YXE) - Aéroport international John G. Diefenbaker de Saskatoon - (Saskatchewan)
  - CYXK (YXK) - Aéroport de Rimouski - (Québec)
  - CYXH (YXH) - Aéroport de Medicine Hat - (Alberta)
  - CYXN (YXN) - Aéroport de Whale Cove - (Nunavut) - m alt
  - CYXS (YXS) - Aéroport de Prince George - (Colombie-Britannique) - 691 m alt
  - CYXU (YXU) - Aéroport international de London - (Ontario) - 278 m alt
  - CYXY (YXY) - Aéroport international de Whitehorse - (Yukon) - 706 m alt
  - CYYC (YYC) - Aéroport international de Calgary - (Alberta) - 1084 m alt
  - CYYG (YYG) - Aéroport de Charlottetown - (Île-du-Prince-Édouard) - 49 m alt
  - CYYJ (YYJ) - Aéroport international de Victoria - (Colombie-Britannique) - 19 m alt
  - CYYT (YYT) - Aéroport international de St. John's - (Terre-Neuve-et-Labrador) -  141 m alt
  - CYYY (YYY) - Aéroport de Mont-Joli - (Québec) -    m alt
  - CYYZ (YYZ) - Aéroport international Pearson de Toronto - (Ontario) -  173 m alt
  - CYZD (YZD) - Aéroport de Downsview - (Ontario) - 199 m alt
  - CYZF (YZF) - Aéroport de Yellowknife - (Territoires du Nord-Ouest) - 206 m alt
  - CYZS (YZS) - Aéroport de Coral Harbour - (Nunavut) - 64 m alt
  - CYZV (YZV) - Aéroport de Sept-Îles - (Québec) - 206 m alt

### CZ
- - CZBF (ZBF) - Aéroport de Bathurst - (NB)
  - CZBM (ZBM) - Aéroport de Bromont - (QB)